# Liste der Austragungsorte im Rollski-Sachsen-Cup
Die Liste der Austragungsorte im Rollski-Sachsen-Cup enthält alle Veranstaltungsorte vom Rollski-Sachsen-Cup seit der ersten Austragung in der Saison 2013. Der Cup wird im Bundesland Sachsen ausgetragen. Bisher (Stand September 2022 der Saison 2022) wurden an insgesamt 14 Orten der Sachsen-Cup veranstaltet.

## Erklärung
- Lage: Nennt die Lage der Stadt oder Dorf.
- Ort des Sachsen-Cup: Nennt den Ort des Cups
- Veranstaltung: Nennt die Veranstaltung
- Saison: Nennt die Saison, seit der Sachsen-Cup ausgetragen wird

## Austragungsorte im Rollski-Sachsen-Cup
| Lage                            | Ort des Sachsen-Cup | Veranstaltung                                | Saison               |
| ------------------------------- | ------------------- | -------------------------------------------- | -------------------- |
| 50.616666666667 12.916666666667 | Geyer               | Binge-Cup                                    | seit 2013            |
| 51.41 12.803611111111           | Hohburg             | Hohburger Rollskilauf                        | 2014–2016            |
| 51.116388888889 13.778333333333 | Klotzsche           | Dresdner Heidebogen-Rollskilauf              | 2013, 2015, 2016     |
| 50.833333333333 13.416666666667 | Lichtenberg         | Rollski-Supercross                           | 2013, 2014           |
| 51.283333333333 12.383333333333 | Markkleeberg        | Leipziger-Neuseen-Rollskilauf                | 2013                 |
| 50.957778 13.94                 | Pirna               | Pirnaer Skirollersprint                      | 2013–2015            |
| 51.4 12.803611111111            | Schkeuditz          | Schkeuditzer Rollskilauf                     | 2013, 2021           |
| 50.65 13.45                     | Seiffen             | Spielzeugmacherlauf                          | 2014–2019, seit 2021 |
| 50.65 13.45                     | Störmthal           | Wolkser Rollskilauf                          | 2017–2019, 2022      |
| 51.283333333333 12.75           | Trebsen             | Trebsener Langstrecken-Rollskilauf           | 2014–2019, 2022      |
| 50.8956 14.8076                 | Zittau              | Zittauer Inliner-Abendlauf                   | 2017–2019, 2022      |
| 50.7611 13.6303                 | Hermsdorf/Erzgeb.   | Skiroller Bergsprint Hermsdorf               | seit 2017            |
| 50.866666666667 13.166666666667 | Oederan             | Oederaner Rollski- und Inlineskaterwettkampf | seit 2017            |
| 50.4348 12.69258                | Johanngeorgenstadt  | Rollskilauf Johanngeorgenstadt               | 2020                 |